# Prvenstvo Avstralije 1955
Prvenstvo Avstralije 1955 v tenisu.

## Moški posamično
Ken Rosewall :  Lew Hoad, 9–7, 6–4, 6–4

## Ženske posamično
Beryl Penrose :  Thelma Coyne Long, 6–4, 6–3

## Moške dvojice
Vic Seixas /  Tony Trabert :  Lew Hoad /  Ken Rosewall, 6–3, 6–2, 2–6, 3–6, 6–1

## Ženske dvojice
Mary Bevis Hawton /  Beryl Penrose :  Nell Hall Hopman /  Gwen Thiele 7–5, 6–1

## Mešane dvojice
Thelma Coyne Long /  George Worthington :  Jenny Staley /  Lew Hoad, 6–2, 6–1